# Tancredi (nome)
Tancredi  è un nome proprio di persona italiano maschile.

## Varianti in altre lingue
- Francese: Tancrède
- Germanico: Thankarat[1]
- Inglese: Tancred
- Normanno: Tancred[1]
- Spagnolo: Tancredo[1]
- Tedesco: Tankred

## Origine e diffusione
Continua il nome Tancred, forma normanna del germanico Thankarat, composto da thank o tank, "pensiero", e rad o rath, "consiglio", e può quindi significare "pensiero e consiglio" oppure "colui che medita prima di deliberare".
Venne portato da Tancredi d'Altavilla, di cui narra Torquato Tasso nella Gerusalemme liberata.
In Italia, "Tancredi" è presente anche come cognome.

## Onomastico
L'onomastico si festeggia il 9 aprile in ricordo di san Tancredi, eremita in Inghilterra nel IX secolo nei pressi di Thorney.

## Persone

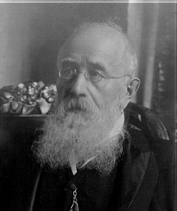
Tancredi Canonico

Tancredi Pasero

- Tancredi d'Altavilla (c. 980-990 – c. 1041), principe normanno capostipite del suo casato.
- Tancredi d'Altavilla (1072 – 1112), principe di Galilea uno dei capi della Prima Crociata e reggente del Principato d'Antiochia
- Tancredi d'Altavilla (c.1120 – 1138), principe di Bari e Taranto, secondo figlio di Ruggero II di Sicilia.
- Tancredi da Bologna, giurista e glossatore italiano
- Tancredi di Conversano, signore di Brindisi
- Tancredi di Sicilia o Tancredi di Lecce, Conte di Lecce e Re di Sicilia
- Tancredi Canonico, politico italiano
- Tancredi Galimberti, politico italiano
- Tancredi Duccio Galimberti, avvocato, antifascista e partigiano italiano
- Tancredi Milone, attore e commediografo italiano
- Tancredi Mosti Trotti Estense, politico, militare e patriota italiano
- Tancredi Parmeggiani, pittore italiano
- Tancredi Pasero, basso italiano
- Tancredi Saletta, militare italiano

### Variante Tancredo
- Tancredo Neves, politico brasiliano
- Tancredo Tancredi, missionario italiano

### Variante Tancrède
- Tancrède Abraham, pittore francese
- Tancrède Bastet, pittore francese

## Il nome nelle arti
- Tancredi è il personaggio principale dell'opera lirica omonima di Rossini.
- Tancredi è uno degli eroi della Gerusalemme liberata del Tasso.
- Tancredi è il nome di uno dei personaggi principali della cantata Il combattimento di Tancredi e Clorinda, di Claudio Monteverdi, basata sul testo di Tasso.
- Tancredi Falconeri è uno dei personaggi del romanzo di Giuseppe Tomasi di Lampedusa Il Gattopardo.
- Tancredi Palladini è un personaggio della soap opera Un posto al sole.
- Tancredi è un personaggio del Decameron di Boccaccio, protagonista della prima novella della quarta giornata.
- Tancredi di Sant'Erasmo è un personaggio della soap opera Il paradiso delle signore.